# Frederikshavn Bulldogs FK
Frederikshavn Bulldogs FK er en floorballklub fra Frederikshavn, Nordjylland. Klubbens førstehold på herresiden spiller i den bedste danske liga i division vest.
Klubben blev stiftet i 1990 og står dermed som den næstældste klub i Danmark efter Aalborg Flyers FC. Deres største resultater indtil videre er to guldmedaljer i Danmarksmesterskabet.
I 2012 stiftede klubben sammen med FC Outlaws klubben Frederikshavn Blackhawks.